# Wesełe (hromada Szachowe)
Wesełe (ukr. Веселе) – wieś na Ukrainie, w obwodzie donieckim, w rejonie pokrowskim, w hromadzie Szachowe. W 2001 liczyła 227 mieszkańców.